# Equatoriaal-Guinea op de Olympische Zomerspelen 2020
Equatoriaal-Guinea nam deel aan de Olympische Zomerspelen 2020 in Tokio, Japan. De selectie bestond uit drie atleten, actief in twee verschillende disciplines. De atleten wisten geen medailles te behalen.

## Atleten
| sport    | mannen | vrouwen | totaal |
| -------- | ------ | ------- | ------ |
| Atletiek | 1      | 1       | 2      |
| Zwemmen  | 1      | 0       | 1      |
| totaal   | 2      | 1       | 3      |

## Sporten

### Atletiek
Mannen
Loopnummers
| atleet          | onderdeel | series  | series | kwartfinale | kwartfinale | halve finale   | halve finale   | finale         | finale         |
| atleet          | onderdeel | tijd    | rang   | tijd        | rang        | tijd           | rang           | tijd           | rang           |
| --------------- | --------- | ------- | ------ | ----------- | ----------- | -------------- | -------------- | -------------- | -------------- |
| Benjamín Enzema | 1500 m    | 3.48,17 | 14     | n.v.t.      | n.v.t.      | niet geplaatst | niet geplaatst | niet geplaatst | niet geplaatst |

Vrouwen
Loopnummers
| atlete                 | onderdeel | series | series | kwartfinale    | kwartfinale    | halve finale   | halve finale   | finale         | finale         |
| atlete                 | onderdeel | tijd   | rang   | tijd           | rang           | tijd           | rang           | tijd           | rang           |
| ---------------------- | --------- | ------ | ------ | -------------- | -------------- | -------------- | -------------- | -------------- | -------------- |
| Alba Rosana Mbo Nchama | 100 m     | 13,36  | 8      | niet geplaatst | niet geplaatst | niet geplaatst | niet geplaatst | niet geplaatst | niet geplaatst |

### Zwemmen
Mannen
| atleet        | onderdeel       | series | series | halve finale   | halve finale   | finale         | finale         |
| atleet        | onderdeel       | tijd   | rang   | tijd           | rang           | tijd           | rang           |
| ------------- | --------------- | ------ | ------ | -------------- | -------------- | -------------- | -------------- |
| Diosdado Miko | 50 m vrije slag | 31,03  | 73     | niet geplaatst | niet geplaatst | niet geplaatst | niet geplaatst |